# Xã Kimeo, Quận Washington, Kansas
Xã Kimeo (tiếng Anh: Kimeo Township) là một xã thuộc quận Washington, tiểu bang Kansas, Hoa Kỳ. Năm 2010, dân số của xã này là 53 người.